# Lubomír Štrougal

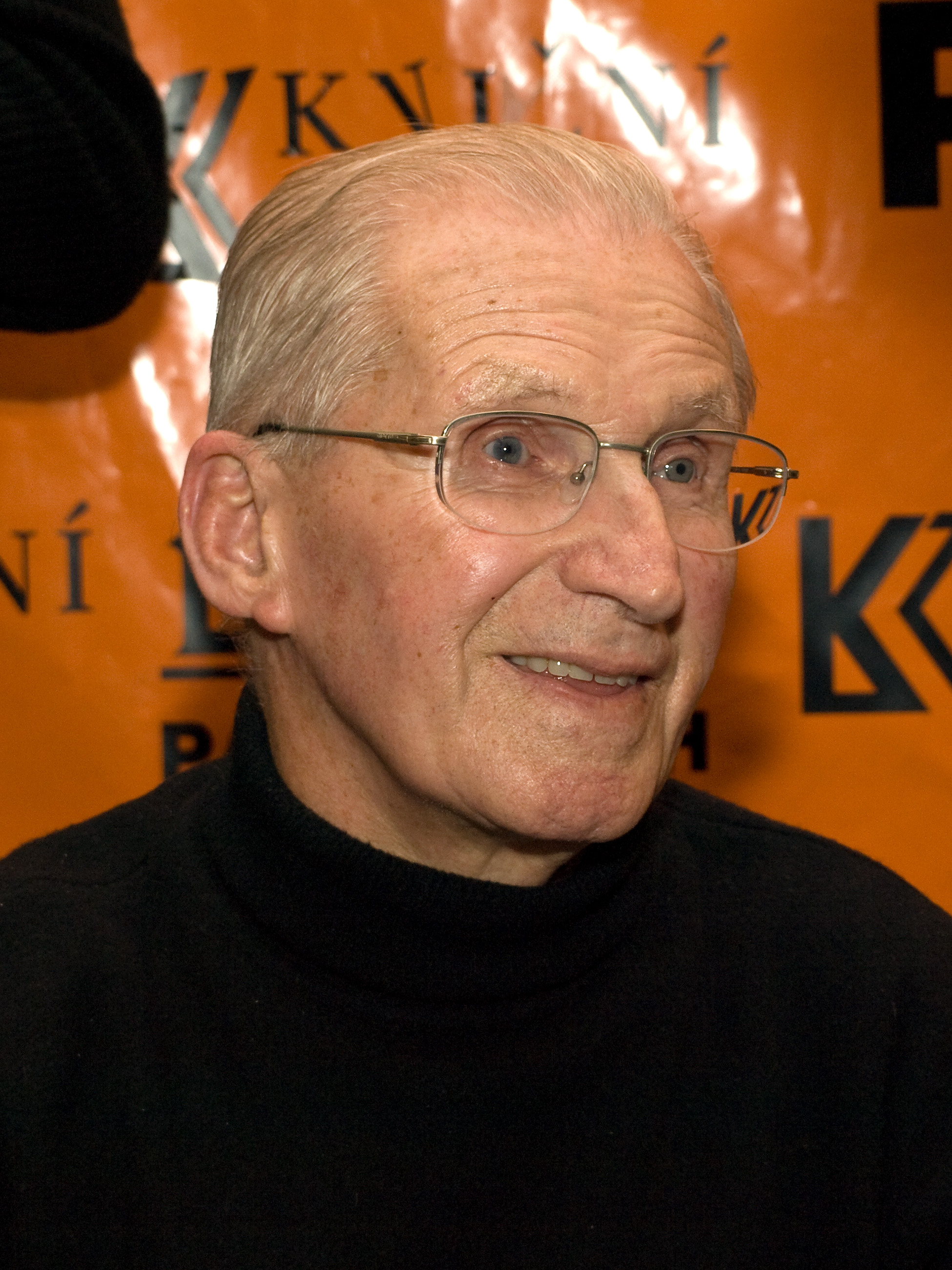
Lubomír Štrougal

Lubomír Štrougal (Veselí nad Lužnicí, 19 oktober 1924 – 6 februari 2023) was een Tsjechisch politicus. Hij was premier van Tsjecho-Slowakije tussen 1970 en 1988 tijdens het communistisch bewind.

## Levensloop
Štrougal studeerde rechten aan de Karelsuniversiteit van Praag. Hij begon zijn politieke carrière op lokaal niveau in České Budějovice. Vanaf 1958 zetelde hij in het Centrale Comité en van 1959 tot 1961 was hij minister van Landbouw. Tussen 1961 en 1965 was hij minister van Binnenlandse Zaken en tussen 1965 en 1968 was hij voorzitter van de economische raad van de communistische partij, secretaris van het Centrale Comité en vice-premier onder Oldřich Černík. Op economisch gebied steunde Štrougal de hervormingen van Alexander Dubček maar tijdens de Praagse Lente hield hij zich op de achtergrond. Na de Russische militaire interventie koos hij partij voor de Sovjet-Unie en viel hij Dubček publiek aan. In november 1968 werd hij opgenomen in het partijpresidium en in juni 1969 werd hij eerste secretaris van de communistische partij. Op 3 juli 1970 werd hij premier van Tsjecho-Slowakije en hij bleef dit tot 1988. Hij gold als de voorman van de pro-Russische realistische communisten, die stalinisme maar ook liberale hervormingen afwezen.
Štrougal overleed op 6 februari 2023 op 98-jarige leeftijd.
- Gemeinsame Normdatei: 140381929
- International Standard Name Identifier: 0000 0001 1002 344X
- Library of Congress Control Number: n89633925
- Nationale Bibliotheek van Letland: 000349879
- National Archives and Records Administration: 10571601
- Nationale Bibliotheek van Tsjechië: jk01131541
- Système universitaire de documentation: 14285994X
- Virtual International Authority File: 107087876
- WorldCat: E39PBJfGYcYjvhcv3dYtvWb68C